# Kasumi Ninja
Kasumi Ninja – komputerowa gra typu bijatyka "jeden na jednego" wydana przez Atari dla konsoli Atari jaguar i pozostająca jednym z exclusive'ów.

## Rozgrywka
Rozgrywka w grze bardzo silnie wzorowana jest na Mortal Kombat. Jest to bijatyka dwuwymiarowa (wykorzystane są jednak trójwymiarowe pola bitew) w których dwóch zawodników walczy przeciwko sobie, aż któremuś z nich skończy im się pasek życia, wtedy też możliwe jest efektowne wykończenie przeciwnika. Na początku gry można wybrać jednego z dwóch zawodników, inni (łącznie jest ich dziewięciu) są odblokowywani w trakcie walk. To jedna z pierwszych gier, w których można było ustawić "poziom przemocy" tych w grze były 4: None, Combat) Disturbing oraz Gore Fest.
Gra zebrała głównie negatywne recenzje.